# Pseudoplatystoma tigrinum
Pseudoplatystoma tigrinum és una espècie de peix de la família dels pimelòdids i de l'ordre dels siluriformes.

## Morfologia
- Els mascles poden assolir 130 cm de longitud total i 17 kg de pes.[1][2]

## Alimentació
Menja peixos, crancs i gambes.

## Hàbitat
És un peix d'aigua dolça i de clima tropical (22 °C-26 °C).

## Distribució geogràfica
Es troba a Sud-amèrica: conques dels rius Amazones i Orinoco.